# سوسک زنبوری
سوسک زنبوری (نام علمی: Clytus arietis) نام یک گونه از زیرخانواده شاخک‌درازیان است.